# CSPro
CSPro, en förkortning av Census and Survey Processing System, är ett statistikprogram utvecklat av U.S. Census Bureau, Macro International och Serpro, SA och utgivet som public domain. Den främste ekonomiske bidragsgivaren till utvecklandet av CSPro var U.S. Agency for International Development.